# Гаммервіч
Гаммервіч (англ. Hammerwich) — невелике село і цивільна парафія в окрузі Лічфілд у Стаффордширі, Англія. Воно розташоване на південний схід від Бернтвуда і на північний схід від Браунгілса.

## Назва
Назва може походити від hamor (давньоанглійська: молоток) та wīc (давньоанглійська: місце промисловості, спеціалізованого сільського господарства або торгівлі), що вказує на кузню або металообробку.
Випалювання деревного вугілля, виготовлення цвяхів, сільське господарство та видобуток вугілля були поширені в селі протягом багатьох років.

## Культура
Наразі в селі є громадський центр, зал Жіночого інституту та церква св. Івана Хрестителя. У навколишній сільській місцевості також є численні зелені алеї, пішохідні доріжки та струмки.

## Англо-Саксонська археологія
У липні 2009 року Стаффордширський скарб, колекція з понад 3500 предметів англосаксонських золотих і срібних виробів, був знайдений у полі за 0,7 милі (1,1 км) на південний захід від села.

## Погода
| Кліматограма Hammerwich                                                       | Кліматограма Hammerwich | Кліматограма Hammerwich | Кліматограма Hammerwich | Кліматограма Hammerwich | Кліматограма Hammerwich | Кліматограма Hammerwich | Кліматограма Hammerwich | Кліматограма Hammerwich | Кліматограма Hammerwich | Кліматограма Hammerwich | Кліматограма Hammerwich |
| ----------------------------------------------------------------------------- | ----------------------- | ----------------------- | ----------------------- | ----------------------- | ----------------------- | ----------------------- | ----------------------- | ----------------------- | ----------------------- | ----------------------- | ----------------------- |
| С                                                                             | Л                       | Б                       | К                       | Т                       | Ч                       | Л                       | С                       | В                       | Ж                       | Л                       | Г                       |
| 0 2 −1                                                                        | 0 5 −2                  | 0 9 1                   | 0 14 3                  | 0 18 6                  | 0 19 10                 | 0 22 12                 | 0 21 12                 | 0 18 8                  | 0 13 6                  | 0 7 1                   | 0 2 −3                  |
| Середня макс. і мін. температури повітря (°C) Атмосферні опади (мм), Джерело: |                         |                         |                         |                         |                         |                         |                         |                         |                         |                         |                         |